# Clematis ulbrichiana
Clematis ulbrichiana là một loài thực vật có hoa trong họ Mao lương. Loài này được Pilg. mô tả khoa học đầu tiên năm 1937.